# Scarus psittacus
Scarus psittacus es una especie de peces de la familia Scaridae en el orden de los Perciformes.

## Morfología
• Los machos pueden llegar alcanzar los 30 cm de longitud total.

## Distribución geográfica
Se encuentra desde el Mar Rojo hasta Sodwana Bay (Sudáfrica), las Hawái, las Islas Marquesas, las Tuamotu, el sur del Japón y Shark Bay (Australia Occidental).